# Naomy Grand'Pierre
Naomy Grand'Pierre, född 16 april 1997, är en haitisk simmare.
Grand'Pierre tävlade för Haiti vid olympiska sommarspelen 2016 i Rio de Janeiro, där hon blev utslagen i försöksheatet på 50 meter frisim.